# Liste der Erzbischöfe von Ohrid
Die folgenden Personen waren Erzbischöfe bzw. Bischöfe vom Erzbistum Ohrid in Ohrid (heute Nordmazedonien):

## Erzbischöfe als Angehörige derBulgarisch-Orthodoxen Kirche
- Gavril Ohridski, Metropolit, 879 Teilnehmer des Vierten Konzils von Konstantinopel
- Kliment (886–916)
- Germanos I. (976–1000), Patriarch von Bulgarien und Erzbischof von Ohrid
- Philipp (1000–1015), Patriarch von Bulgarien und Erzbischof von Ohrid
- David (1016–1018), Patriarch von Bulgarien und Erzbischof von Ohrid

### Unterstellung unter dasÖkumenische Patriarchat von Konstantinopel
- Johann I. Debranin 1018–1037
- Leo I. Carigradjanin 1037–1056
- Theodolus I. 1056–1065
- Johann II. Lampinus 1065–1078
- Johann III. Ainos 1078–1079
- Theophylakt 1084–1107
- Leo II. Mung 1108–1120
- Michael I. 1120
- Maximus 1120–1143
- Johannes Adrian IV. Komnenos[1] 1143–1157 (Erzbischof von Justiniana Prima und Bulgarien)
- vakant
- Konstantin I. 1160–1170
- vakant
- Johann V. Kamatar 1183–1213
- vakant
- Demetrios Chomatianos 1216–1234, krönte Theodoros I. Angelos zum byzantinischen Kaiser
- vakant
- Joannicius 1250
- Sergius 1250
- Konstantin II. Cavasila 1250–1270
- Jakob Proarhius 1270–1289
- Adrian 1289
- Gennadius 1289–1295
- Makarius I. 1295–1299
- vakant
- Gregor I. 1317–1346
- Anthemius Metohit 1346
- Matthias 1346
- Nikolaus II. 1346–1364
- Gregor II. 1364–1378
- vakant
- Nikodemus 1451–1453
- vakant
- Dorotheus 1468–?
- Mark Xilokaraph 1523–1550 gemeinsam mit
- Nikolaus III. 1523–1550 und
- Zacharias 1523–1550
- Prochorus 1523–1550
- Simeon Raski 1550–1551
- vakant
- Nikanor 1565
- Paisius 1565–1572
- Parthenius I.
- Sophronius 1572–1575
- Makarius II. 1575–1586
- Gabriel I. 1586–1593
- Theodolus II. 1593
- Joachim 1593
- Gabriel II. 1593–1598
- Varlaam 1598–1604
- Nektarius I. 1604–1606
- Porphyry 1606
- Athanasius I. 1606–1616
- Nektarius II. 1616–1617
- Georg 1617–1623
- Mitrophanus 1623–1628
- Joasaph I. 1628–1629
- Abraham Mesaps 1629–1634
- Miletij I. um 1637
- Daniil ?
- Chariton 1643–1646
- Dionysius I. 1654
- Gabriel III. 1654–1660
- Ignatius I. 1660 erwähnt
- Athanasius II. 1660–1666
- Zosim I. 1666–1667
- Arsenius I. 1668–1670
- Panaret 1671–1673
- Nektarius III. 1673
- Ignatius II. 1673
- Gregor III. 1673–1676
- Theophanus 1676–1677
- Miletij II. 1677–1679
- Parthenius II. 1679–1683
- Gregor IV. 1683–1688
- Germanus II. 1688–1691
- Gregor V. 1691–1693
- Ignatius III. 1693–1695
- Zosim II. 1695–1699
- Raphael 1699–1703
- Ignatius IV. 1703–1706
- Dionysius II. 1706–1707
- Methodius I. 1708
- Zosim III. 1708–1709
- Dionysius II. 1709–1714
- Philotius 1714–1718
- Joasaph II. 1719–1745
- Joseph I. 1746–1749
- vakant
- Dionysius III. 1752
- vakant
- Joseph II. 1755
- Dionysius IV. 1756
- Methodius II. 1757–1759
- Kyril 1759–1762
- Jeremiah 1763
- Ananius 1763
- Arsenius II. 1763–1767 (letzter Erzbischof)
- Das Erzbistum wird wegen inneren Konflikten und Unterdrückung durch das Osmanische Reich abgeschafft. 1872 durch ein Volksentscheid als Teil der Bulgarisch-Orthodoxen Kirche wieder hergestellt.

## Bischöfe als Teil der Bulgarisch-Orthodoxen Kirche
- Genadij (provisorisch, 1870–1872)
- Nathanael (1872–1880)

Nach dem Ersten Weltkrieg wird das Bistum Teil der Serbisch-Orthodoxen Kirche.

## Bischöfe als Teil der Serbisch-Orthodoxen und Mazedonisch-Orthodoxen Kirche

### Serbisch-Orthodoxe Kirche
- Varnava (Petar Rosić), 1912–1920 (Administrator)
- Nikolaj (Nikolaj Velimirović), 1920–1936 (Bischof von Ohrid 1920–1931, Bischof von Ohrid und Bitola 1931–1936)
- 1936–1938 vakant (Administrator: Bischof Nikolaj von Žiča)
- Platon (Milivoje Jovanović), 1938–1939 (Bischof von Ohrid und Bitola)
- 1940–1959 vakant (Administrator: Bischof Vikentije (Vitomir Prodanov) von Zletovo und Strumica)
- Bischof Kliment (Trajkovski) von Prespa und Bitola (1959–1967)
- 1967–1992 vakant (Administrator: Serbische Patriarch)
- Administrator: Bischof Jovan (Mladenović) von Tetovo (1993–1994)
- Administrator: Bischof Pahomije (Gačić) von Vranje (1995–2002)
- Jovan VI. (Zoran Vraniškovski), seit 2002 (Exarch von Ohrid und Metropolit von Skopje der serbisch-orthodoxen Kirche, von den kanonischen Kirchen anerkannt, jedoch von der mazedonisch-orthodoxen Kirche mehrheitlich nicht anerkannt)

### Mazedonisch-Orthodoxe Kirche
Erneute Abschaffung des Bistums durch die Kommunisten. Aufgrund der Änderung politischer Verhältnisse wird das Erzbistum erneut gegründet, aber von den übrigen orthodoxen Kirchen nicht als kanonisch anerkannt. Die Erzbischöfe von Ohrid sind zugleich Erzbischöfe der mazedonisch-orthodoxen Kirche und Metropoliten von Skopje. Sitz der Erzbischöfe ist Skopje.
- Dositej II. (Dimitrije Stojković), 1958–1981
- Angelarij (Cvetko Krstevski), 1981–1986
- Gavril II. (Đorđi Milosev), 1986–1992
- Mihail (Metodij Gogov), 1993–1999
- Stefan (Stojan Veljanovski), seit 1999